# Frans Depeuter
Frans Jozef Maria Depeuter (Lichtaart, 4 april 1937), ook bekend onder het pseudoniem L.I. Veke, is een Belgische Nederlandstalige schrijver en dichter.

## Leven en werk
Depeuter was van 1957 tot 1997 leraar Frans en Latijn aan het Sint-Jozefscollege te Herentals. In 1961 debuteerde hij als dichter onder het pseudoniem L.I. Veke. Sindsdien is hij bedrijvig op zowat alle domeinen van de literatuur.
Samen met Robin Hannelore en Walter van den Broeck richtte hij in 1964 het 'piratentijdschrift' Heibel op, waarin hij naast satirische teksten en polemieken ook diepgaande studies publiceerde. Onder het essayistisch werk dat in boekvorm verscheen, zijn vooral de studies Dichten uit het nulpunt over Bert Schierbeek en De zwarte doos van Icarus over Paul Snoek te vermelden. Dit laatste werd bekroond met de Prijs voor Letterkunde van de Koninklijke Academie voor Nederlandse Taal- en Letterkunde (1987). Het verborgen leven van Gerard Walschap is een alternatieve studie over de discrepantie tussen de 'mens' en de 'schrijver' Gerard Walschap. 
Van hem kwamen veertien dichtbundels van de pers. Zijn poëzie, die evolueerde van een experimentele stijl naar een directere verstaanbaarheid, is erg gevoelsmatig. Naast sterk geëngageerde werken, zoals Breaking Point en De reet van Jan Kleyn, bevat ze lyrische bundels. De gedichten uit de trilogie over zijn ouders en ouderlijk huis, De etter van de steen, Het drijvende erf en Landschap met duif zijn ‘klassiek’ naar vorm (sonnet) en inhoud (eros-thanatos). Zijn poëzie werd herhaaldelijk bekroond. In zijn laatste bundel Wolken schoven boven ons voorbij kijkt hij licht satirisch achteruit op de 'gang van het leven'.
Sinds hij in 1968 met verhalend proza debuteerde, verschenen van hem tien romans, zes verhalenbundels en een novelle. De mythisch-symbolische inslag, die een universele dimensie aan zijn proza geeft, maken zijn boeken niet altijd even gemakkelijk om lezen. Ook de vrij sombere, zelfs pessimistische thematiek veroorzaakt enige weerstand. In zijn latere werk is hij geëvolueerd naar een verteltrant waarin humor en satire de lectuur verluchtigen. Voor zijn proza kreeg Depeuter o.a. de Arthur Merghelynckprijs van de Koninklijke Vlaamse Academie (1970) en de Prijs van de Provincie Antwerpen (1989).
In 1989 debuteerde Depeuter als toneelauteur. De meeste van zijn theaterstukken behandelen een historische figuur of een sociale actualiteit, waarbij evenmin humor ontbreekt. Vooral bekend werden zijn satirische stukken over het Belgisch vorstenhuis: Leopold I, het orakel van Europa – Cleopold, koning der Belgen (over Leopold II) – Leopold III, de gevangene van Laken – Boudewijn, le roi triste. Ook met zijn monologen, zoals Hoe schoon was mijn school en Leopold den Twiede, oogstte Depeuter een steeds groeiend succes. Verder staan op zijn palmares ook enkele geslaagde openlucht-spektakelstukken. Voor zijn toneelwerk kreeg hij onder meer de Guido Gezelleprijs van de stad Brugge (1995) en de prijs van de provincie Antwerpen (1996).
Uit onvrede met het literaire establishment deed Depeuter, samen met Robin Hannelore, in 2006 het kritisch-satirische tijdschrift Heibel uit de as herrijzen.

### Poëzie
- Als een gat in de wand (onder pseudoniem L.I. Veke, 1961)
- Opium schuiven (1962)
- Tussen Heliopolis en Knossos (1964)
- Rakelings in Pamir (1965)
- Breaking Point (1967)
- Evangelie volgens (1969)
- Uit zeven kelen (1975)
- Beginselen van de natuurwetenschappen (1979)
- De reet van Jan Kleyn (1989)
- De etter van de steen (1991)
- Op vleugels van was (1996)
- Het drijvende erf (2000)
- Landschap met duif (2005)
- Wolken schoven boven ons voorbij (2014)

### Proza

#### Romans
- Om niet te verstenen (1968)
- De hand aan jezelf (1969, Arthur-Mergelynckprijs van de Koninklijke Academie)
- Trojka voor spoken (briefroman met R. Hannelore en W. van den Broeck, 1970)
- De Siamese tweeling (1973)
- De rode cirkel (1975)
- Een driehoek (1976)
- De tocht (1980)
- De laatste zomer (1984)
- Groene zwanen witte zwanen (1987, prijs van de provincie Antwerpen)
- Wat gebeurde er met Frida Eredijck (1993)

#### Verhalenbundels
- Emmi (in 'De purperen vogel', 1966)
- Zeven slagen op de gong (1970)
- Het sneeuwmeisje (1971)
- Wachten op (1974)
- .30 (1977)
- Het land van mijn jeugd is roodgespikkeld (in 'Vlaams Letterland',1989)

#### Novellen
- De tuimelaar (1982)

#### Kinderboeken
- De kleine oorlog van Koddige Koen (1970, prijs van de provincie Antwerpen)
- Oeki met je krullenbol (1972)
- Gedeeld door 2 (2008)
- Tussen dik en dun (2010)

### Toneel

#### Volavondstukken
- Cleopold, koning der Belgen (1990)
- Leopold III, de gevangene van Laken (1992)
- Leopold I, het orakel van Europa (1994, prijs van de provincie Antwerpen)
- Villon, heer van de raven (1995, Guido-Gezelleprijs Brugge)
- Xantippe, de vrouw van de horzel (1995)
- Mama Carlota (1996, laureaat prijs Ivonne Lex)
- Een hemd vol vlooien (2001)
- Avondgenoegen (2003)
- Buizerds (2005)
- De ziekenkas (2006)
- Boudewijn, le roi triste (2008)

#### Monologen
- De reet van Jan Kleyn (1990)
- Hoe schoon was mijn school (1993)
- God save the queen (1996)
- Het kleine verschil (1998)
- Leopold den Twiede (1999)
- Oewij, Bodoewijn (1999)
- Van liefde en smeerkaas (2002)
- Mannen (2007)
- Boudewijn, le roi triste (2014)

#### Monoloogjes
- Victor
- Diske
- Hans
- Zozef
- Theo
- Modest
- Madam Leflot
- Babette
- Liza
- Margrit
- Cecilia
- Gaby

#### Openlucht-/spektakelstukken
- De maagd en de duivel (1997, voor de Heggeviering in Poederlee))
- Voor outer en heerd (1998, voor de herdenking van de Boerenkrijg)
- Gheelamania (2005, over de geschiedenis van de stad Geel)
- Jeske (2007, kerstspel tijdens avondwandeling)
- Thorn, grandeur en gruwel (2011, over de geschiedenis van Thorn)

#### Monologen voor kinderen en scholen
- Ouders te koop (2006)
- Stampen met de voeten (2007)
- Door dik en dun (2009)

### Essayistisch werk
- Dichten uit het nulpunt (over Bert Schierbeek, 1967)
- De toegepaste relativiteitstheorie (1970)
- Bijdragen tot de literatuursociologie (1973)
- Alstein revised (over Marc van Alstein, 1983)
- Het mytisch symbolisme (over eigen werk, in samenwerking met Frank Tubex, 1989)
- De zwarte doos van Icarus (over Paul snoek, 1990, Prijs Letterkunde van de Koninklijke Academie)
- Het verborgen leven van Gerard Walschap (2009)
- Jef Geeraerts, de 'held' van Congo (2019)
- Heerke De Laet, een hond in het kegelspel (2019)